# 维埃纳河畔圣日耳曼
维埃纳河畔圣日耳曼（法語：Saint-Germain-sur-Vienne，法語發音：[sɛ̃ ʒɛʁmɛ̃ syʁ vjɛn]）是法国安德尔-卢瓦尔省的一个市镇，位于该省西部，市区位于维埃纳河左岸，属于希农区。

## 地理
维埃纳河畔圣日耳曼（47°10'52"N, 0°7'15"E）面积13.36 平方千米，位于法国中央-卢瓦尔河谷大区安德尔-卢瓦尔省，该省份为法国中西部省份，北起萨尔特省、东北接卢瓦-谢尔省，东南接安德尔省，南至维埃纳省，西临曼恩-卢瓦尔省。
与维埃纳河畔圣日耳曼接壤的市镇（或旧市镇、城区）包括：韦龙地区博蒙、康德圣马丹、库济耶、莱尔内、韦龙地区萨维尼、蒂宰。

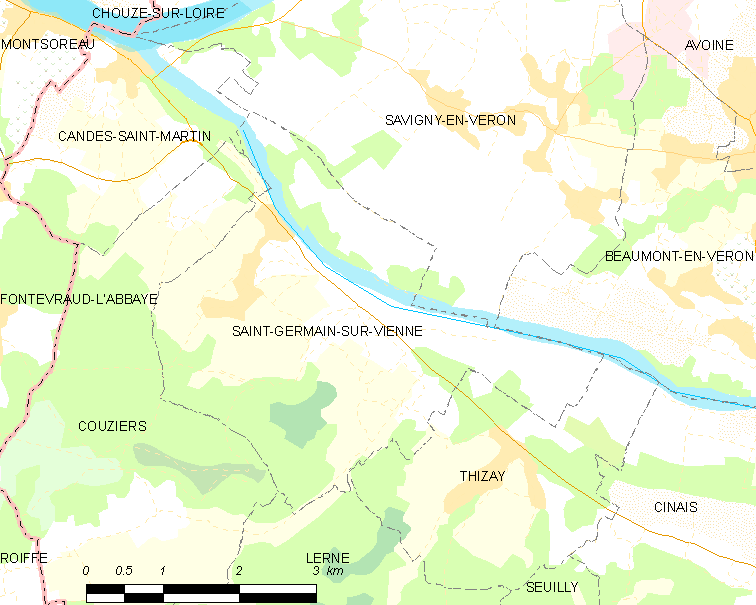
维埃纳河畔圣日耳曼的OSM定位图

维埃纳河畔圣日耳曼的时区为UTC+01:00、UTC+02:00（夏令时）。

## 行政
维埃纳河畔圣日耳曼的邮政编码为37500，INSEE市镇编码为37220。

## 政治
维埃纳河畔圣日耳曼所属的省级选区为希农县。

## 人口

1962-2008年间维埃纳河畔圣日耳曼人口变化图示

维埃纳河畔圣日耳曼于2022年1月1日时的人口数量为358人。